# Un cor en perill
Un cor en perill (original: None but the Lonely Heart) és una pel·lícula estatunidenca dirigida per Clifford Odets, estrenada el 1944 i doblada al català.

## Argument
Ernie Mott és un londinenc de classe baixa que va per la vida aprofitant-se dels seus amics i tenint abandonada la seva mare. Coneix un lladre, Jim Mordinoy, i s'enamora de la seva promesa, Ada. En una discussió amb la seva mare, Ernie descobreix que la dona té càncer i decideix ajudar-la a la seva botiga. Ada li recomana que se'n vagi, perquè Jim està molt gelós, però Ernie s'hi enfronta. La malaltia de la seva mare es complica quan l'empresonen perquè tenia objectes robats a la botiga. Ernie Mott lluita per a una vida millor, per a sortir dels barris baixos de Londres on gent com Ma Mott, malalta de càncer, pateix moltes desgràcies i dificultades. Un rodamón busca una classe de satisfacció espiritual en els dies previs a la Segona Guerra Mundial.

## Repartiment
- Cary Grant: Ernie Mott
- Ethel Barrymore: Ma Mott
- Barry Fitzgerald: Henry Twite
- June Duprez: Ada Brantline
- Jane Wyatt: Aggie Hunter
- George Coulouris: Jim Mordinoy
- Dan Duryea: Lew Tate
- Roman Bohnen: Dad Pettyjohn
- Konstantin Shayne: Ike Weber

## Premis i nominacions

### Premis
- 1944. Oscar a la millor actriu secundària per a Ethel Barrymore

### Nominacions
- 1944. Oscar al millor actor per a Ernie Mott
- 1944. Oscar a la millor edició per a Roland Gross
- 1944. Oscar a la millor banda sonora per a Hanns Eisler i Constantin Bakaleinikoff

## Crítica
La pel·lícula, que adapta una novel·la de l'autor de “Que verda era la meva vall”, planteja fonamentalment l'enfrontament del protagonista amb ell mateix i té el handicap d'un excés de solemnitat i pretensions. Els seus valors estrictament cinematogràfics són limitats i el seu principal interès se centra en les excel·lents composicions de la Barrymore i de Cary Grant, allunyant-se esforçadament del registre del comediant.